# Sag die Wahrheit (Bewegung)

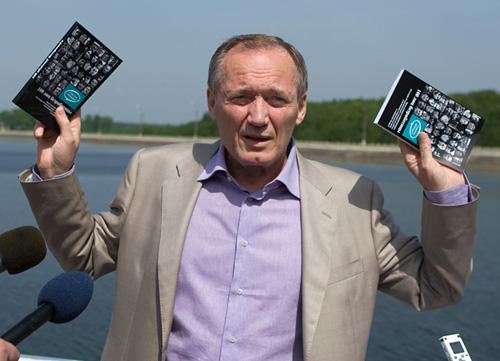
Präsentation des Buches A Hundred Faces of Unemployment mit dem Logo der Bewegung (2010)

Sag die Wahrheit (belarussisch Гавары праўду Hawary praudu; russisch Говори правду Gowori prawdu) ist eine belarussische politische Bewegung, die von dem Dichter Uladsimir Njakljajeu am 25. Februar 2010 gegründet wurde. Njakljajeu nahm an der Präsidentschaftswahl in Belarus 2010 teil.
Die Rolle von Sag die Wahrheit in der Parlamentswahl in Belarus 2012 ist umstritten. Einerseits sagt Njakljajeu, dass seine Bewegung nicht als „Feigenblatt“ dienen solle, mit dem der belarussischen Diktator Aljaksandr Lukaschenka dem Urnengang den Anschein von Legitimität geben könne. Trotzdem nahm Sag die Wahrheit an der Wahl teil.